# Pogoda cyklonalna
Pogoda cyklonalna, pogoda niżowa – pogoda kształtowana przez niż baryczny, którą cechują duże zachmurzenie i opady oraz silne wiatry. Zimy wówczas są pochmurne, z częstymi opadami deszczu i deszczu ze śniegiem, stosunkowo ciepłe z odwilżami; lata są natomiast chłodne i deszczowe.